# Жангалинский район
Жангалинский район (каз. Жаңақала ауданы) расположен в Западно-Казахстанской области Казахстана.
Административный центр района — село Жангала. Расстояние от райцентра до областного центра Уральска — 252 км.
В Жангалинском районе находятся населённые пункты — Аккус, Бирлик, Жанажол, Жанаказан, Жангала, Жуалыой, Копжасар, Кызылоба, Кыркопа, Мастексай, Мухор, Пятимарское, Сарыколь.
Население района составляет 24 029 человек (на начало 2019 года).

## География
Территория Жангалинского района — низменность, значительная часть которой находится ниже уровня моря. Климат континентальный. Средние температуры января −12-13°С, июля 24-25 °С. Годовое количество атмосферных осадков 200—250 мм. По территории протекают реки: Большой Узень, Малый Узень, Мухор, Кошим и другие. Озёра: Жалтырколь, Етбатыр, Кошкар, Канбак и другие. Почвы песчано-глинистые, солончаковые, песчаные (пески Нарын). Растут полынь, пырей, типчак, осока, чий, камыш. Обитают сайгак, волк, лисица, заяц, кабан, корсак, суслик; утка, гусь и другие. Территория района расположена в пределах Прикаспийской низменности. Поверхность ее представляет равнину, сложенную толщей четвертичных отложений, незначительно наклоненную на юг в сторону Каспийского района.
По характеру рельефа территория района делится на северную часть, представленную слабоволнистой равниной, и южную часть занятую закрепленными и слабо закрепленными песками. Незакрепленные сыпучие пески — барханы встречаются отдельными, небольшими до 2 квадратных километров, площадями. Высота барханов не превышает 3—6 метров.
Наиболее крупные реки: Большой Узень — длина 70 км, Малый Узень — длина 60 км, Кушум — общая длина 90 км, Мухор — общая длина 25 км.
Основными почвами района являются светло-каштановые, комплексы светло-каштановых почв с солонцами, бурые почвы, солончаками. Растительный покров представлен серо-полынной ассоциацией с примесью ромашника, молочная, житняка и эфемеров.

## История
Первоначально носил название Джангалинский район. 23 декабря 1961 года центр района был перенесён из села Новая Казанка в село Маштексай, которое при этом было переименовано в Ленинское. 24 мая 1962 года район был упразднён, а его территория передана в Казталовский и Фурмановский районы. Восстановлен 10 марта 1972 года.

## Административное деление
1. Жанакалинский сельский округ
2. Бирликский сельский округ
3. Жанажолский сельский округ
4. Жанаказанский сельский округ
5. Копжасарский сельский округ
6. Кызылобинский сельский округ
7. Маштексайский сельский округ
8. Мендешевский сельский округ
9. Пятимарский сельский округ

## Экономика
На территории Жангалинского района находятся газокомпрессорная станция «Компрессор», хлебо- и маслозаводы и другие. Разводят крупный рогатый скот, овец и коз, лошадей и верблюдов. Выращивают зерновые и овоще-бахчевые культуры.